# Segunda División 'B' de México 1989-90
La Temporada 1989-90 de la Segunda División 'B' de México fue la octava edición de esta competencia como tercer nivel del fútbol mexicano. El conjunto de Cachorros Zamora se proclamó campeón al liderar el grupo de campeonato, mientras que Guerreros de Acapulco fue subcampeón. De esta forma se realizó un cambio en el formato de la competencia que eliminó la serie de final.
En esta ocasión hubo varios cambios de clubes respecto a la temporada anterior, para comenzar, desde la segunda división descendieron los equipos de la F.E.G., el Tapatío y los Pioneros de Cancún. Mientras que desde la Tercera el ascenso lo obtuvo el equipo de Cachorros de Guaymas, sin embargo, al no contar con la infraestructura deportiva exigida por la Federación Mexicana de Fútbol se trasladó a la ciudad de Zamora en Michoacán. Por otro lado, el Laguna fue vendido convirtiéndose en una nueva franquicia llamada Aguacateros de Uruapan. En un principio habría 20 equipos compitiendo, sin embargo, Salamanca desapareció por lo que la liga se redujo a 19 clubes.
Este torneo representó un cambio en el formato de la competición, se transformó por completo la estructura de los juegos al dividirse en dos fases: la primera de ellas se realizó con dos grupos de 10 y 9 equipos de acuerdo a su situación geográfica (Norte y Sur) que jugarían entre ellos durante 16 o 18 jornadas, tras esto, los seis mejores equipos de cada agrupación se clasificaron a una fase de campeonato con 12 clubes que jugarían durante 22 jornadas; los peores equipos de cada zona pasarían a jugar una fase de descenso donde los dos peores equipos bajarían directamente a Tercera, mientras que el antepenúltimo jugaría un partido de promoción contra el tercer clasificado de la categoría inferior. 

## Formato de Competencia
En la primera fase los 19 equipos se dividen en dos grupos de 10 o 9 clubes respectivamente de acuerdo a su ubicación geográfica (Norte o Sur del país), los conjuntos juegan entre ellos en un sistema round-robin durante 18 o 16 jornadas según el caso. 
Tras finalizar este periodo, los seis mejores clubes de cada zona se clasifican a un grupo de campeonato para determinar al ganador y al subcampeón que tendrán el ascenso a segunda división.
Por el otro bando, los cuatro o tres peores equipos de las dos zonas geográficas del país deberán jugar un grupo de descenso, en el cual los siete clubes se enfrentarán en sistema round-robin durante 12 jornadas. Al finalizar el periodo, los dos peores conjuntos descenderán directamente a tercera división de México, mientras que el antepenúltimo deberá jugar una serie promocional contra el tercer lugar de la categoría inferior.
El reglamento de puntuaciones varía de acuerdo a algunas condiciones dadas en el partido, es decir: concede dos puntos si hay una victoria por un gol de diferencia; tres si se ganan con más de dos anotaciones de ventaja; y uno si se da un empate entre ambos clubes.

## Equipos participantes

### Equipos por Entidad Federativa
| Entidad Federativa | N.º | Equipos                                                     |
| ------------------ | --- | ----------------------------------------------------------- |
| Jalisco            | 5   | Alteños, FEG, Imperio Alal, Industrial Tepatitlán y Tapatío |
| Michoacán          | 3   | Atlético Apatzingán, Cachorros Zamora y Uruapan             |
| Estado de México   | 2   | Águila Progreso Industrial y Cachorros Neza                 |
| Aguascalientes     | 1   | Halcones de Aguascalientes                                  |
| Chiapas            | 1   | Estudiantes de Chiapas                                      |
| Guerrero           | 1   | Acapulco                                                    |
| Oaxaca             | 1   | Chapulineros de Oaxaca                                      |
| Puebla             | 1   | Teziutlán                                                   |
| Quintana Roo       | 1   | Pioneros de Cancún                                          |
| Veracruz           | 1   | Halcones Marina                                             |
| Yucatán            | 1   | Grupo Yucatán                                               |
| Zacatecas          | 1   | Mineros de Zacatecas                                        |

### Información sobre los equipos participantes
| Equipo                     | Ciudad                                  | Estadio                        |
| -------------------------- | --------------------------------------- | ------------------------------ |
| Acapulco                   | Acapulco, Guerrero                      | Unidad Deportiva Acapulco      |
| Aguascalientes             | Aguascalientes, Aguascalientes          | Municipal de Aguascalientes    |
| Águila Progreso Industrial | Nicolás Romero, Estado de México        | Progreso Industrial            |
| Alteños                    | Tepatitlán, Jalisco                     | Tepa Gómez                     |
| Apatzingán                 | Apatzingán, Michoacán                   | Adolfo López Mateos            |
| Cachorros Neza             | Ciudad Nezahualcóyotl, Estado de México | Metropolitano de Neza          |
| Cachorros Zamora           | Zamora, Michoacán                       | El Chamizal                    |
| Estudiantes Chiapas        | Tuxtla Gutiérrez, Chiapas               | Víctor Manuel Reyna            |
| F.E.G.                     | Guadalajara, Jalisco                    | Tecnológico UdeG               |
| Grupo Yucatán              | Mérida, Yucatán                         | Carlos Iturralde Rivero        |
| Halcones Marina            | Alvarado, Veracruz                      | Unidad Deportiva Paso Nacional |
| Imperio Alal               | Zapopan, Jalisco                        | Campo deportivo Imperio        |
| Industrial Tepatitlán      | Tepatitlán, Jalisco                     | Tepa Gómez                     |
| Oaxaca                     | Oaxaca, Oaxaca                          | Benito Juárez                  |
| Pioneros de Cancún         | Cancún, Quintana Roo                    | Cancún 86                      |
| Tapatío                    | Guadalajara, Jalisco                    | Anacleto Macías                |
| Teziutlán                  | Teziutlán, Puebla                       | Municipal de Teziutlán         |
| Uruapan                    | Uruapan, Michoacán                      | Hermanos López Rayón           |
| Zacatecas                  | Zacatecas, Zacatecas                    | Francisco Villa                |

## Primera Fase

### Zona Norte
| Pos. | Equipo                   | Pts. | PJ | G  | E | P | GF | GC | Dif. | Clasificación       |
| ---- | ------------------------ | ---- | -- | -- | - | - | -- | -- | ---- | ------------------- |
| 1    | Cachorros Zamora         | 33   | 18 | 11 | 3 | 4 | 31 | 16 | +15  | Grupo de campeonato |
| 2    | Tapatío                  | 28   | 18 | 9  | 3 | 6 | 29 | 23 | +6   | Grupo de campeonato |
| 3    | FEG                      | 24   | 18 | 8  | 4 | 6 | 25 | 27 | −2   | Grupo de campeonato |
| 4    | Alteños                  | 22   | 18 | 5  | 8 | 5 | 26 | 23 | +3   | Grupo de campeonato |
| 5    | Imperio Alal             | 22   | 18 | 7  | 3 | 8 | 29 | 32 | −3   | Grupo de campeonato |
| 6    | Industrial de Tepatitlán | 21   | 18 | 5  | 7 | 6 | 22 | 22 | 0    | Grupo de campeonato |
| 7    | Apatzingán               | 20   | 18 | 6  | 3 | 9 | 22 | 26 | −4   | Grupo de descenso   |
| 8    | Zacatecas                | 19   | 18 | 5  | 8 | 5 | 25 | 28 | −3   | Grupo de descenso   |
| 9    | Uruapan                  | 18   | 18 | 4  | 7 | 7 | 22 | 27 | −5   | Grupo de descenso   |
| 10   | Aguascalientes           | 17   | 18 | 5  | 4 | 9 | 20 | 27 | −7   | Grupo de descenso   |

 Fuente: RSSSF

#### Resultados
| Local \ Visitante     | AGS | ALT | APT | CZA | FEG | IMP | IND | TAP | UPN | ZAS |
| --------------------- | --- | --- | --- | --- | --- | --- | --- | --- | --- | --- |
| Aguascalientes        | —   | 1–1 | 1–0 | 0–2 | 1–0 | 0–0 | 1–1 | 2–0 | 1–2 | 1–1 |
| Alteños               | 3–1 | —   | 2–0 | 0–1 | 4–0 | 3–1 | 1–1 | 2–1 | 2–2 | 0–0 |
| Apatzingan            | 3–1 | 2–0 | —   | 0–2 | 2–2 | 2–3 | 2–1 | 1–1 | 0–2 | 2–2 |
| Cachorros Zamora      | 1–0 | 2–2 | 0–1 | —   | 2–0 | 3–2 | 1–0 | 4–1 | 3–1 | 3–0 |
| FEG                   | 2–1 | 2–2 | 2–1 | 1–3 | —   | 1–1 | 1–2 | 3–1 | 2–1 | 1–0 |
| Imperio Alal          | 3–1 | 3–1 | 0–2 | 2–1 | 0–1 | —   | 3–1 | 2–1 | 0–0 | 3–1 |
| Industrial Tepatitlán | 0–1 | 2–1 | 2–0 | 1–1 | 0–1 | 4–2 | —   | 1–2 | 1–1 | 2–2 |
| Tapatío               | 3–2 | 2–0 | 1–0 | 3–1 | 2–0 | 6–3 | 0–1 | —   | 2–0 | 3–1 |
| Uruapan               | 2–4 | 1–1 | 1–2 | 1–1 | 1–3 | 3–1 | 0–0 | 0–0 | —   | 2–1 |
| Zacatecas             | 3–1 | 1–1 | 3–2 | 1–0 | 3–3 | 1–0 | 2–2 | 0–0 | 3–2 | —   |

### Zona Sur
| Pos. | Equipo                     | Pts. | PJ | G  | E | P  | GF | GC | Dif. | Clasificación       |
| ---- | -------------------------- | ---- | -- | -- | - | -- | -- | -- | ---- | ------------------- |
| 1    | Oaxaca                     | 30   | 16 | 11 | 2 | 3  | 30 | 21 | +9   | Grupo de campeonato |
| 2    | Acapulco                   | 27   | 16 | 8  | 5 | 3  | 25 | 15 | +10  | Grupo de campeonato |
| 3    | Teziutlán                  | 24   | 16 | 7  | 3 | 6  | 27 | 19 | +8   | Grupo de campeonato |
| 4    | Pioneros de Cancún         | 22   | 16 | 6  | 5 | 5  | 32 | 19 | +13  | Grupo de campeonato |
| 5    | Águila Progreso Industrial | 21   | 16 | 6  | 4 | 6  | 20 | 21 | −1   | Grupo de campeonato |
| 6    | Halcones de Marina         | 19   | 16 | 4  | 9 | 3  | 22 | 24 | −2   | Grupo de campeonato |
| 7    | Cachorros Neza             | 18   | 16 | 5  | 4 | 7  | 34 | 36 | −2   | Grupo de descenso   |
| 8    | Yucatán                    | 14   | 16 | 3  | 5 | 8  | 23 | 30 | −7   | Grupo de descenso   |
| 9    | Estudiantes de Chiapas     | 8    | 16 | 2  | 3 | 11 | 13 | 41 | −28  | Grupo de descenso   |

 Fuente: RSSSF

#### Resultados
| Local \ Visitante      | ACA | API | CNZ | EST | HAL | OAX | PIO | TEZ | YUC |
| ---------------------- | --- | --- | --- | --- | --- | --- | --- | --- | --- |
| Acapulco               | —   | 1–0 | 1–0 | 7–2 | 0–0 | 0–2 | 2–2 | 2–0 | 2–0 |
| Águila PI              | 0–2 | —   | 4–1 | 2–0 | 3–0 | 0–1 | 1–1 | 2–1 | 2–2 |
| Cachorros Neza         | 2–0 | 1–2 | —   | 4–1 | 6–3 | 2–3 | 2–2 | 1–3 | 2–1 |
| Estudiantes de Chiapas | 0–0 | 1–2 | 0–0 | —   | 1–0 | 3–0 | 2–3 | 0–1 | 0–3 |
| Marina                 | 1–1 | 1–1 | 2–2 | 3–1 | —   | 2–2 | 2–1 | 3–2 | 2–2 |
| Oaxaca                 | 3–2 | 1–0 | 5–4 | 2–0 | 1–1 | —   | 2–1 | 2–1 | 3–1 |
| Pioneros de Cancún     | 0–1 | 5–0 | 3–3 | 8–0 | 0–1 | 2–1 | —   | 0–1 | 2–0 |
| Teziutlán              | 1–1 | 2–0 | 3–0 | 4–0 | 1–1 | 0–2 | 1–1 | —   | 3–4 |
| Yucatán                | 2–3 | 1–1 | 3–4 | 2–2 | 0–0 | 2–0 | 0–1 | 0–3 | —   |

## Grupo de Campeonato
| Pos. | Equipo                     | Pts. | PJ | G  | E | P  | GF | GC | Dif. | Clasificación              |
| ---- | -------------------------- | ---- | -- | -- | - | -- | -- | -- | ---- | -------------------------- |
| 1    | Cachorros Zamora (C, A)    | 38   | 22 | 11 | 7 | 4  | 39 | 23 | +16  | Ascenso a Segunda División |
| 2    | Acapulco (A)               | 37   | 22 | 11 | 7 | 4  | 37 | 23 | +14  | Ascenso a Segunda División |
| 3    | Tapatío                    | 35   | 22 | 10 | 8 | 4  | 39 | 27 | +12  |                            |
| 4    | Alteños                    | 34   | 22 | 11 | 5 | 6  | 33 | 25 | +8   |                            |
| 5    | Pioneros de Cancún         | 34   | 22 | 10 | 6 | 6  | 29 | 22 | +7   |                            |
| 6    | Imperio Alal               | 27   | 22 | 6  | 9 | 7  | 41 | 39 | +2   |                            |
| 7    | Halcones de Marina         | 26   | 22 | 8  | 7 | 7  | 34 | 36 | −2   |                            |
| 8    | Oaxaca                     | 26   | 22 | 7  | 6 | 9  | 28 | 34 | −6   |                            |
| 9    | Industrial de Tepatitlán   | 21   | 22 | 6  | 5 | 11 | 24 | 35 | −11  |                            |
| 10   | Teziutlán                  | 20   | 22 | 5  | 6 | 11 | 22 | 27 | −5   |                            |
| 11   | FEG                        | 19   | 22 | 5  | 7 | 10 | 25 | 36 | −11  |                            |
| 12   | Águila Progreso Industrial | 13   | 22 | 3  | 5 | 14 | 17 | 41 | −24  |                            |

 Fuente: RSSSF
|                                       |
| Cachorros Zamora Campeón 1.er título. |

### Resultados
| Local \ Visitante          | ACA | ALT | API | CZA | FEG | HAL | IMP | IND | OAX | PIO | TAP | TEZ |
| -------------------------- | --- | --- | --- | --- | --- | --- | --- | --- | --- | --- | --- | --- |
| Acapulco                   | —   | 2–0 | 2–1 | 5–0 | 2–2 | 0–0 | 3–2 | 2–2 | 3–0 | 0–1 | 1–0 | 3–1 |
| Alteños                    | 0–1 | —   | 1–0 | 1–1 | 3–2 | 3–0 | 1–1 | 0–0 | 2–1 | 1–3 | 0–3 | 1–0 |
| Águila Progreso Industrial | 0–0 | 1–1 | —   | 0–1 | 1–0 | 3–1 | 1–2 | 0–1 | 0–2 | 0–0 | 1–4 | 1–1 |
| Cachorros Zamora           | 1–1 | 2–1 | 4–1 | —   | 1–0 | 2–1 | 3–1 | 7–1 | 0–1 | 1–1 | 1–1 | 2–0 |
| FEG                        | 0–2 | 3–2 | 3–1 | 1–2 | —   | 2–2 | 3–3 | 1–0 | 0–0 | 4–0 | 0–2 | 2–1 |
| Halcones Marina            | 4–5 | 1–1 | 4–0 | 2–1 | 0–0 | —   | 3–2 | 1–0 | 4–2 | 1–0 | 0–4 | 2–1 |
| Imperio Alal               | 1–1 | 0–3 | 4–2 | 1–2 | 3–0 | 3–1 | —   | 2–2 | 2–0 | 5–2 | 3–3 | 1–1 |
| Industrial Tepatitlán      | 4–1 | 1–2 | 2–1 | 2–1 | 0–0 | 0–1 | 2–0 | —   | 2–3 | 0–2 | 1–2 | 2–0 |
| Oaxaca                     | 0–2 | 0–2 | 0–0 | 0–3 | 5–1 | 4–3 | 1–1 | 3–1 | —   | 0–2 | 2–0 | 1–3 |
| Pioneros de Cancún         | 2–0 | 2–3 | 0–1 | 0–0 | 3–0 | 1–0 | 1–1 | 3–0 | 0–0 | —   | 3–2 | 3–1 |
| Tapatío                    | 1–1 | 1–4 | 2–1 | 1–1 | 1–1 | 2–2 | 3–2 | 1–1 | 2–2 | 2–0 | —   | 1–0 |
| Teziutlán                  | 1–0 | 0–1 | 6–1 | 0–3 | 2–0 | 0–0 | 1–1 | 2–0 | 1–1 | 0–0 | 0–1 | —   |

## Grupo de descenso
| Pos. | Equipo                 | Pts. | PJ | G | E | P  | GF | GC | Dif. | Clasificación         |
| ---- | ---------------------- | ---- | -- | - | - | -- | -- | -- | ---- | --------------------- |
| 1    | Estudiantes de Chiapas | 19   | 12 | 5 | 4 | 3  | 20 | 15 | +5   |                       |
| 2    | Aguascalientes         | 18   | 12 | 4 | 7 | 1  | 19 | 14 | +5   |                       |
| 3    | Uruapan                | 17   | 12 | 4 | 6 | 2  | 18 | 13 | +5   |                       |
| 4    | Apatzingán             | 15   | 12 | 4 | 3 | 5  | 22 | 17 | +5   |                       |
| 5    | Cachorros Neza         | 15   | 12 | 4 | 5 | 3  | 15 | 12 | +3   | Promoción de descenso |
| 6    | Zacatecas (D)          | 15   | 12 | 5 | 4 | 3  | 12 | 14 | −2   | Descenso de categoría |
| 7    | Yucatán (D)            | 3    | 12 | 1 | 1 | 10 | 6  | 27 | −21  | Descenso de categoría |

 Fuente: RSSSF

### Resultados
| Local \ Visitante   | AGS | APT | CNZ | EST | UPN | YUC | ZAS |
| ------------------- | --- | --- | --- | --- | --- | --- | --- |
| Aguascalientes      | —   | 2–1 | 0–0 | 1–1 | 2–2 | 4–1 | 3–1 |
| Apatzingán          | 2–2 | —   | 2–2 | 4–1 | 1–2 | 3–0 | 5–1 |
| Cachorros Neza      | 2–3 | 3–1 | —   | 2–1 | 0–0 | 1–0 | 1–1 |
| Estudiantes Chiapas | 2–0 | 2–0 | 1–1 | —   | 2–2 | 3–1 | 3–1 |
| Uruapan             | 1–1 | 2–1 | 0–2 | 1–1 | —   | 3–1 | 0–0 |
| Yucatán             | 1–1 | 0–2 | 1–0 | 0–2 | 1–5 | —   | 0–2 |
| Zacatecas           | 0–0 | 0–0 | 2–1 | 2–1 | 1–0 | 1–0 | —   |

### Partido de Promoción
| 20 de mayo de 1990 | Ciudad Guzmán | 0-1 | Cachorros Neza | Estadio Municipal Santa Rosa, Ciudad Guzmán |  |

| 27 de mayo de 1990                                         | Cachorros Neza | 1-1 | Ciudad Guzmán | Estadio Neza 86, Ciudad Nezahualcóyotl |  |
| Cachorros Neza permanece en Segunda División B. Global 2-1 |                |     |               |                                        |  |